# إلوي كامبوس
إلوي كامبوس (بالإسبانية: Eloy Campos) هو لاعب كرة قدم ومدرب كرة قدم بيروفي، ولد في 31 مايو 1942 في إيكا في بيرو. شارك مع منتخب بيرو لكرة القدم. أما مع النوادي، فقد لعب مع سيينسيانو ونادي سبورتينغ كريستال.

## وصلات خارجية
- إلوي كامبوس على موقع الاتحاد الدولي (مؤرشف)  (الإنجليزية)
- إلوي كامبوس على موقع قاعدة بيانات كرة القدم.إي يو (الإنجليزية)
- إلوي كامبوس على موقع ناشيونال فوتبول تيمز (الإنجليزية)
- إلوي كامبوس على موقع عالم كرة القدم.نت (الإنجليزية)
- إلوي كامبوس على موقع أوليمبيديا (الإنجليزية)